# Floricomus nigriceps
Espèce
Synonymes
- Exechophysis nigriceps Banks, 1906

Floricomus nigriceps est une espèce d'araignées aranéomorphes de la famille des Linyphiidae.

## Distribution
Cette espèce est endémique de l'État de New York aux États-Unis,.

## Description
Le mâle holotype mesure 1,3 mm.

## Publication originale
- Banks, 1906 : Descriptions of new American spiders. Proceedings of the Entomological Society of Washington, vol. 7, p. 94-100 (texte intégral).